# Планег
Планег (њем. Planegg) општина је у њемачкој савезној држави Баварска. Једно је од 29 општинских средишта округа Минхен. Према процјени из 2010. у општини је живјело 10.588 становника. Посједује регионалну шифру (AGS) 9184138.

## Географски и демографски подаци
Планег се налази у савезној држави Баварска у округу Минхен. Општина се налази на надморској висини од 542 метра. Површина општине износи 10,7 km². У самом мјесту је, према процјени из 2010. године, живјело 10.588 становника. Просјечна густина становништва износи 991 становника/km².

## Међународна сарадња
| Мјесто  | Држава    | Врста сарадње | Од    |
| ------- | --------- | ------------- | ----- |
|         | Француска | партнерство   | 1975. |
| Клаусен | Италија   | пријатељство  | 2005. |
|         | Француска | партнерство   | 1987. |
| Извор   |           |               |       |